# 16e étape du Tour de France 2007
Pour un article plus général, voir Tour de France 2007.
La 16e étape du Tour de France 2007 a lieu le 25 juillet. Le parcours de 218 km relie Orthez à Gourette - Col d'Aubisque.

## Profil de l'étape
La majorité de l'étape se déroule dans le département des Pyrénées-Atlantiques, sauf un court passage par la Communauté forale de Navarre en Espagne. Voici la liste des principaux sites traversés lors de l'étape (avec les principales difficultés en italique) :
- Orthez : départ ;
- Loubieng, Bugnein, Bastanès, Méritein, Navarrenx, Moncayolle-Larrory-Mendibieu, Berrogain-Laruns, Chéraute, Mauléon-Licharre (Sprint bonificateur) ;
- Gotein-Libarrenx, Sauguis-Saint-Étienne, Trois-Villes, Tardets-Sorholus, Laguinge-Restoue, Licq-Athérey, la route longe le gave de Larrau, Larrau, Col d'Erroymendi ;
- Port de Larrau (Hors Catégorie) : passage en Espagne (Communauté forale de Navarre) ;
- Col de Laza (3e catégorie) ;
- Uztárroz, la route longe la rivière Esca, Isaba, Col de la Pierre Saint-Martin (1re catégorie) : passage en France (département des Pyrénées-Atlantiques) ;
- La Pierre Saint-Martin, La Mouline, Arette, Issor, la route longe le gave d'Aspe, Escot, Col de Marie-Blanque (1re catégorie) ;
- Bilhères, Bielle, Gère-Bélesten, la route longe le gave d'Ossau, Laruns (Sprint bonificateur) ;
- Eaux-Bonnes, Gourette - Col d'Aubisque (Hors Catégorie) : arrivée.

## Récit

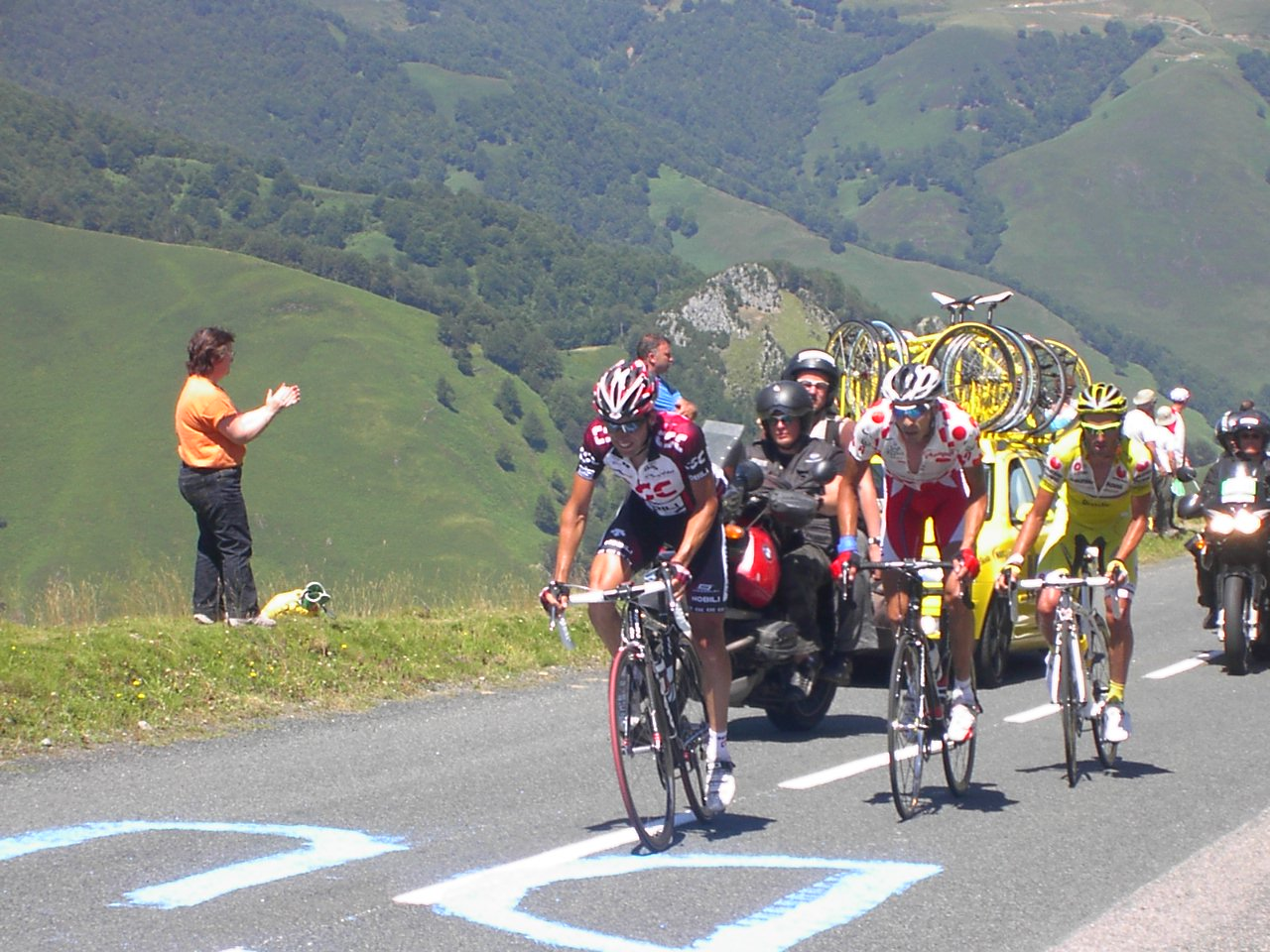
Les cyclistes Carlos Sastre, Mauricio Soler et Iban Mayo sur les pentes du Port de Larrau

Les coureurs entament cette dernière étape de montagne après une journée de repos, à l'exclusion des membres de l'équipe Astana qui s'est retirée de la course à la demande des organisateurs, à la suite du contrôle positif de son leader Alexandre Vinokourov.
Parmi les favoris, trois coureurs se détachent dans la montée du Port de Larrau : Carlos Sastre, Mauricio Soler et Iban Mayo. Ils sont accompagnés par José Vicente García Acosta et Gorka Verdugo dans la montée du col de la Pierre Saint-Martin. Soler franchit en tête le col et prend la 1re place au classement de la montagne.
Soler, Sastre, Mayo et Verdugo passent en tête au col de Marie-Blanque, le peloton avec le maillot jaune est distancé de 2 minutes 20 secondes.
Les quatre premiers du classement général se détachent dans la montée du col d'Aubisque : Michael Rasmussen, Alberto Contador, Cadel Evans et Levi Leipheimer. Le maillot jaune, Michael Rasmussen, distance Alberto Contador et Levi Leipheimer dans le dernier kilomètre et l'emporte au col d'Aubisque.
Mais ce sont les affaires de dopage qui ont animé la journée après le retrait de l'équipe Astana et l'exclusion d'Alexandre Vinokourov la veille, convaincu de dopage par transfusion homogène. Six équipes françaises et deux allemandes ont profité du départ de l'étape pour faire un sit-in de quelques minutes alors que les autres équipes s'engagent dans la course. L'atmosphère est plombée par des rumeurs d'un nouveau cas de dopage qui serait annoncé à l'issue de l'étape : c'est l'Italien Cristian Moreni de l'équipe française Cofidis qui est convaincu de dopage à la testostérone entraînant son exclusion immédiate. La Cofidis annonce alors son retrait et ses membres font l'objet d'interrogatoires et de perquisitions au sein de l'hôtel qui les accueille au soir de l'étape. À 23 h, le Danois vainqueur de l'étape et actuel maillot jaune Michael Rasmussen est limogé de son équipe, la Rabobank. Il s'était soustrait à quatre contrôles antidopage les jours précédant le départ du Tour de France et a menti sur son emploi du temps à son équipe ainsi qu'aux instances sportives chargées de le contrôler.

## Classement de l'étape
| \| Classement de l'étape \| Classement de l'étape \| Classement de l'étape \| Classement de l'étape \| Classement de l'étape \| \| Coureur \| Coureur \| Pays \| Équipe \| Temps \| \| --------------------- \| --------------------- \| --------------------- \| --------------------- \| --------------------- \| \| 1er \| Michael Rasmussen \| Danemark \| Rabobank \| 6 h 23 min 21 s \| \| 2e \| Levi Leipheimer \| États-Unis \| Discovery Channel \| + 26 s \| \| 3e \| Alberto Contador \| Espagne \| Discovery Channel \| + 35 s \| \| 4e \| Cadel Evans \| Australie \| Predictor-Lotto \| + 43 s \| \| 5e \| Mauricio Soler \| Colombie \| Barloworld \| + 1 min 25 s \| \| 6e \| Haimar Zubeldia \| Espagne \| Euskaltel-Euskadi \| + 1 min 52 s \| \| 7e \| Juan José Cobo \| Espagne \| Saunier Duval-Prodir \| + 1 min 54 s \| \| 8e \| Carlos Sastre \| Espagne \| CSC \| + 2 min 12 s \| \| 9e \| Óscar Pereiro \| Espagne \| Caisse d'Épargne \| + 2 min 27 s \| \| 10e \| Alejandro Valverde \| Espagne \| Caisse d'Épargne \| + 2 min 27 s \| |                    |            |                      |                 |
| |                    |            |                      |                 |
| |                    |            |                      |                 |
| Classement de l'étape |                    |            |                      |                 |
| Coureur | Coureur            | Pays       | Équipe               | Temps           |
| 1er | Michael Rasmussen  | Danemark   | Rabobank             | 6 h 23 min 21 s |
| 2e | Levi Leipheimer    | États-Unis | Discovery Channel    | + 26 s          |
| 3e | Alberto Contador   | Espagne    | Discovery Channel    | + 35 s          |
| 4e | Cadel Evans        | Australie  | Predictor-Lotto      | + 43 s          |
| 5e | Mauricio Soler     | Colombie   | Barloworld           | + 1 min 25 s    |
| 6e | Haimar Zubeldia    | Espagne    | Euskaltel-Euskadi    | + 1 min 52 s    |
| 7e | Juan José Cobo     | Espagne    | Saunier Duval-Prodir | + 1 min 54 s    |
| 8e | Carlos Sastre      | Espagne    | CSC                  | + 2 min 12 s    |
| 9e | Óscar Pereiro      | Espagne    | Caisse d'Épargne     | + 2 min 27 s    |
| 10e | Alejandro Valverde | Espagne    | Caisse d'Épargne     | + 2 min 27 s    |

## Classement général
Beaucoup de changements sont à signaler au classement général. L'abandon de l'ensemble de l'équipe (Astana) dont étaient membres Andreas Klöden et Andrey Kashechkin fait notamment rentrer l'Espagnol Alejandro Valverde (Caisse d'Épargne), l'Ukrainien Yaroslav Popovych (Discovery Channel) et le Colombien Mauricio Soler (Barloworld) dans le top 10 de l'épreuve. Le Danois Michael Rasmussen (Rabobank) devance cependant toujours l'Espagnol Alberto Contador (Discovery Channel) et l'Australien Cadel Evans (Predictor-Lotto). Carlos Sastre (CSC) et Haimar Zubeldia (Euskaltel-Euskadi) remonte d'une place au classement général.
L'Américain Levi Leipheimer, 4e du classement général, est disqualifié en 2012 pour ses pratiques dopantes entre 1999 et 2007 et apparait donc rayé dans le classement si dessous.
| \| Classement général \| Classement général \| Classement général \| Classement général \| Classement général \| \| Coureur \| Coureur \| Pays \| Équipe \| Temps \| \| ------------------ \| ------------------ \| ------------------ \| ------------------ \| ------------------ \| \| 1er \| Michael Rasmussen \| Danemark \| Rabobank \| 76 h 15 min 15 s \| \| 2e \| Alberto Contador \| Espagne \| Discovery Channel \| + 3 min 10 s \| \| 3e \| Cadel Evans \| Australie \| Predictor-Lotto \| + 5 min 03 s \| \| 4e \| Levi Leipheimer \| États-Unis \| Discovery Channel \| DQ \| \| 5e \| Carlos Sastre \| Espagne \| CSC \| + 9 min 12 s \| \| 6e \| Haimar Zubeldia \| Espagne \| Euskaltel-Euskadi \| + 9 min 39 s \| \| 7e \| Alejandro Valverde \| Espagne \| Caisse d'Épargne \| + 13 min 28 s \| \| 8e \| Kim Kirchen \| Luxembourg \| T-Mobile \| + 14 min 46 s \| \| 9e \| Yaroslav Popovych \| Ukraine \| Discovery Channel \| + 16 min 00 s \| \| 10e \| Mauricio Soler \| Colombie \| Barloworld \| + 16 min 41 s \| |                    |            |                   |                  |
| |                    |            |                   |                  |
| |                    |            |                   |                  |
| Classement général |                    |            |                   |                  |
| Coureur | Coureur            | Pays       | Équipe            | Temps            |
| 1er | Michael Rasmussen  | Danemark   | Rabobank          | 76 h 15 min 15 s |
| 2e | Alberto Contador   | Espagne    | Discovery Channel | + 3 min 10 s     |
| 3e | Cadel Evans        | Australie  | Predictor-Lotto   | + 5 min 03 s     |
| 4e | Levi Leipheimer    | États-Unis | Discovery Channel | DQ               |
| 5e | Carlos Sastre      | Espagne    | CSC               | + 9 min 12 s     |
| 6e | Haimar Zubeldia    | Espagne    | Euskaltel-Euskadi | + 9 min 39 s     |
| 7e | Alejandro Valverde | Espagne    | Caisse d'Épargne  | + 13 min 28 s    |
| 8e | Kim Kirchen        | Luxembourg | T-Mobile          | + 14 min 46 s    |
| 9e | Yaroslav Popovych  | Ukraine    | Discovery Channel | + 16 min 00 s    |
| 10e | Mauricio Soler     | Colombie   | Barloworld        | + 16 min 41 s    |

## Classements annexes
| Classement par points | Classement par points | Classement par points | Classement par points | Classement par points |
| Coureur               | Coureur               | Pays                  | Équipe                | Points                |
| --------------------- | --------------------- | --------------------- | --------------------- | --------------------- |
| 1er                   | Tom Boonen            | Belgique              | Quick Step-Innergetic | 195 pts               |
| 2e                    | Robert Hunter         | Afrique du Sud        | Barloworld            | 175 pts               |
| 3e                    | Erik Zabel            | Allemagne             | Team Milram           | 174 pts               |
| 4e                    | Thor Hushovd          | Norvège               | Crédit Agricole       | 132 pts               |
| 5e                    | Sébastien Chavanel    | France                | La Française des jeux | 127 pts               |

| Classement par points | Classement par points | Classement par points | Classement par points | Classement par points |
| Coureur               | Coureur               | Pays                  | Équipe                | Points                |
| --------------------- | --------------------- | --------------------- | --------------------- | --------------------- |
| 1er                   | Tom Boonen            | Belgique              | Quick Step-Innergetic | 195 pts               |
| 2e                    | Robert Hunter         | Afrique du Sud        | Barloworld            | 175 pts               |
| 3e                    | Erik Zabel            | Allemagne             | Team Milram           | 174 pts               |
| 4e                    | Thor Hushovd          | Norvège               | Crédit Agricole       | 132 pts               |
| 5e                    | Sébastien Chavanel    | France                | La Française des jeux | 127 pts               |

| Classement de la montagne | Classement de la montagne | Classement de la montagne | Classement de la montagne | Classement de la montagne |
| Coureur                   | Coureur                   | Pays                      | Équipe                    | Points                    |
| ------------------------- | ------------------------- | ------------------------- | ------------------------- | ------------------------- |
| 1er                       | Mauricio Soler            | Colombie                  | Barloworld                | 206 pts                   |
| 2e                        | Michael Rasmussen         | Danemark                  | Rabobank                  | 196 pts                   |
| 3e                        | Alberto Contador          | Espagne                   | Discovery Channel         | 128 pts                   |
| 4e                        | Yaroslav Popovych         | Ukraine                   | Discovery Channel         | 104 pts                   |
| 5e                        | Cadel Evans               | Australie                 | Predictor-Lotto           | 92 pts                    |

| Classement de la montagne | Classement de la montagne | Classement de la montagne | Classement de la montagne | Classement de la montagne |
| Coureur                   | Coureur                   | Pays                      | Équipe                    | Points                    |
| ------------------------- | ------------------------- | ------------------------- | ------------------------- | ------------------------- |
| 1er                       | Mauricio Soler            | Colombie                  | Barloworld                | 206 pts                   |
| 2e                        | Michael Rasmussen         | Danemark                  | Rabobank                  | 196 pts                   |
| 3e                        | Alberto Contador          | Espagne                   | Discovery Channel         | 128 pts                   |
| 4e                        | Yaroslav Popovych         | Ukraine                   | Discovery Channel         | 104 pts                   |
| 5e                        | Cadel Evans               | Australie                 | Predictor-Lotto           | 92 pts                    |

| Classement du meilleur jeune | Classement du meilleur jeune | Classement du meilleur jeune | Classement du meilleur jeune | Classement du meilleur jeune |
| Coureur                      | Coureur                      | Pays                         | Équipe                       | Temps                        |
| ---------------------------- | ---------------------------- | ---------------------------- | ---------------------------- | ---------------------------- |
| 1er                          | Alberto Contador             | Espagne                      | Discovery Channel            | 76 h 18 min 25 s             |
| 2e                           | Mauricio Soler               | Colombie                     | Barloworld                   | + 13 min 31 s                |
| 3e                           | Amets Txurruka               | Espagne                      | Euskaltel-Euskadi            | + 45 min 45 s                |
| 4e                           | Bernhard Kohl                | Autriche                     | Gerolsteiner                 | + 1 h 10 min 20 s            |
| 5e                           | Kanstantsin Siutsou          | Biélorussie                  | Barloworld                   | + 1 h 11 min 57 s            |

| Classement du meilleur jeune | Classement du meilleur jeune | Classement du meilleur jeune | Classement du meilleur jeune | Classement du meilleur jeune |
| Coureur                      | Coureur                      | Pays                         | Équipe                       | Temps                        |
| ---------------------------- | ---------------------------- | ---------------------------- | ---------------------------- | ---------------------------- |
| 1er                          | Alberto Contador             | Espagne                      | Discovery Channel            | 76 h 18 min 25 s             |
| 2e                           | Mauricio Soler               | Colombie                     | Barloworld                   | + 13 min 31 s                |
| 3e                           | Amets Txurruka               | Espagne                      | Euskaltel-Euskadi            | + 45 min 45 s                |
| 4e                           | Bernhard Kohl                | Autriche                     | Gerolsteiner                 | + 1 h 10 min 20 s            |
| 5e                           | Kanstantsin Siutsou          | Biélorussie                  | Barloworld                   | + 1 h 11 min 57 s            |

| Classement par équipes | Classement par équipes | Classement par équipes | Classement par équipes |
| Équipe                 | Équipe                 | Pays                   | Temps                  |
| ---------------------- | ---------------------- | ---------------------- | ---------------------- |
| 1re                    | Discovery Channel      | États-Unis             | 229 h 09 min 32 s      |
| 2e                     | Caisse d'Épargne       | Espagne                | + 16 min 48 s          |
| 3e                     | CSC                    | Danemark               | + 25 min 01 s          |
| 4e                     | Rabobank               | Pays-Bas               | + 35 min 00 s          |
| 5e                     | Euskaltel-Euskadi      | Espagne                | + 39 min 04 s          |

| Classement par équipes | Classement par équipes | Classement par équipes | Classement par équipes |
| Équipe                 | Équipe                 | Pays                   | Temps                  |
| ---------------------- | ---------------------- | ---------------------- | ---------------------- |
| 1re                    | Discovery Channel      | États-Unis             | 229 h 09 min 32 s      |
| 2e                     | Caisse d'Épargne       | Espagne                | + 16 min 48 s          |
| 3e                     | CSC                    | Danemark               | + 25 min 01 s          |
| 4e                     | Rabobank               | Pays-Bas               | + 35 min 00 s          |
| 5e                     | Euskaltel-Euskadi      | Espagne                | + 39 min 04 s          |